# Прабългарски руни
Прабългарските руни са древна писменост на прабългарите, използвана до 10 век паралелно с кирилицата. Съдържа около 50 знака и все още не е напълно и задоволително дешифрирана. Проблемът с дешифрирането ѝ е свързан с оскъдния материал, намерен от археолозите, който не е достатъчен за пълното ѝ разчитане.
Според някои автори руните от Дунавска България са сходни с тези от салтово-маяцката култура и от Волжка България.

## Теории за произхода на прабългарските руни

### Тюркска теория
Според най-разпространената теория за произхода на прабългарите, която е приета и в чужбина, руните следва да са от тюркски произход. Въз основа на тази причина се правят научни опити за разчитане на руните на базата на тюркската лексика и орхоно-енисейската писменост.

### Източноиранска хипотеза
Според друга версия, поддържана в България от нелингвисти като икономиста Петър Добрев, прабългарските руни са написани на прабългарски език (според тази теория езикът принадлежи към иранската група) и произлизат от памиро-исъкското писмо, което още не е дешифрирано. Изследванията на Добрев не се приемат еднозначно от науката. Трудовете му са критикувани от някои автори, а методите му се определят като „свободна интерпретация на извори и паметници“. Според проф. Раймонд Детрез иранската теория е популяризирана в резултат на антитурските настроения, зародили се в края на 20 век и има изразен националистически уклон. Той изтъква, че сериозните научни кръгове приемат за основна тезата за тюркския произход на прабългарите и езика им, а арийската хипотеза е недобре мотивирана от научна гледна точка.